# OLiS
OLiS (polsky: Oficjalna Lista Sprzedaży; česky: Oficiální seznam prodejnosti) je oficiální seznam nejprodávanějších hudebních alb v Polsku. Od 23. října 2000 je vydávána oficiální hitparádou ZPAV (Związek Producentów Audio Video; Polská společnost fonografického průmyslu).

## Nejprodávanější polská alba
Seznam nejprodávanějších hudebních alb na polském mediálním trhu je vytvářen na základě sběru dat z 233 prodejních míst: 227 prodejen největšího polského obchodního řetězce EMPiK (121 obchodů), Real (53 obchodů), Media Markt (38 obchodů) a Saturn (15 obchodů), dále ze dvou největších polských internetových obchodů: Merlin.pl a Rockserwis.pl a také ze čtyř maloobchodů. Informace o prodejnosti jsou zpracovávány a publikovány společností Pentor Institute.